# Reale Mutua Basket Torino
Il Basket Torino, attualmente sponsorizzato Reale Mutua, è una società cestistica italiana con sede a Torino. Nato nel 2019, milita in Serie A2, la seconda divisione del campionato cestistico maschile italiano.

## Storia

### Gli inizi
Nel giugno 2019, l'Auxilium Torino si scioglie per il fallimento del club dopo mesi di difficoltà finanziarie che a maggio portarono alla retrocessione dalla Serie A. Successivamente viene fondato il Basket Torino dopo che Stefano Sardara trasferisce il suo club, la Dinamo Academy Cagliari, da Cagliari a Torino. La squadra, sposnsorizzata Reale Mutua, esordisce nella stagione 2019-20 in Serie A2, secondo livello cestistico italiano. Il socio di maggioranza era Stefano Sardara con il 75%, mentre l'organizzazione Una Mole di Basket deteneva il 25% della società. Il 21 giugno 2019, Demis Cavina viene annunciato come capo allenatore, mentre il 5 luglio 2019 viene presentato il logo della squadra raffigurante il toro, simbolo cittadino.
Nella stagione d'esordio del club, il 2019-20, la Reale Mutua Torino arriva prima nella Divisione Ovest con un record di 18-8, prima che la stagione venisse annullata a causa della pandemia di COVID-19 . Nel luglio 2020, un gruppo di investitori turchi guidato dall'allenatore di basket Ergin Ataman diventano i proprietari del club.
Nel 2020-21 la squadra partecipa nella Divisione Verde del campionato di A2, ma purtroppo, come tutte le squadre, senza il supporto dal vivo dei proprio tifosi a causa della pandemia di COVID-19 . La stagione regolare si conclude con un record di 18-7, ottenendo il primo posto. Nella post season "fase ad orologio", Torino conquistò il secondo posto con un record di 6-4, avendo così la possibilità di giocare in casa le partite chiave del playoff "Silver Tournament". Ai quarti di finale Torino si sbarazza per 3-0 contro la Pallacanestro Mantovana, poi in semifinale sempre per 3-0 contro la Scaligera Verona, e in finale però perde la serie per 2-3 contro la Derthona Basket.

### La presidenza Avino
Nel luglio 2021 avviene il passaggio di proprietà: da Stefano Sardara ed Ergin Ataman a David Avino, che ricoprirà il ruolo di presidente della società torinese.
Nella stagione 2021-22 la squadra milita nella Divisione Verde del campionato di A2. La stagione regolare si conclude con un record di 16-14, e sesto posto in classifica. Nella post season "fase ad orologio" Torino conquista il primo posto del "girone blu" con un record di 1-3, aggiudicandosi la possibilità di disputare i playoff "Silver Tournament", dove perderà ai quarti di finale contro il Basket Ravenna per 1-3.
Nella stagione 2022-23 la squadra partecipa ancora una volta nella Divisione Verde del campionato di A2, iniziando però la stagione con 3 punti di penalità e chiudendo la regular season con un record di 16-8, e raggiungendo il quarto posto. Nella post season "fase ad orologio" Torino guadagna il primo posto nel "girone blu" con un record di 8-2, e potendo così disputare i playoff "Silver Tournament". Ai quarti di finale batte per 3-1 l'Urania Milano, poi in semifinale vince per 3-1 contro il Blu Basket 1971, mentre in finale perde la serie per 1-3 contro Pistoia.

## Tifoseria
La mascotte della squadra è Thor, un toro blu con corna bianche.
La squadra rivale per eccellenza secondo la tifoseria del Basket Torino è il Cantù. , mentre la rivale regionale è il Monferrato Basket. È presente invece un gemellaggio di lunga data con Pistoia; nonostante quest'ultima fu la squadra che eliminò il Torino in finale per l'accesso alla massima serie cestistica.

## Roster
Aggiornato al 30 giugno 2025.
| Basket Torino 2025-2026 | Basket Torino 2025-2026 |
| Giocatori               | Staff tecnico           |
| ----------------------- | ----------------------- |

| N. | Naz.                   | Ruolo | Nome                | Anno | Alt.   | Peso   |  |
| -- | ---------------------- | ----- | ------------------- | ---- | ------ | ------ |  |
| 8  | Italia (bandiera)      | P     | Matteo Schina (C)   | 2001 | 182 cm | 86 kg  |  |
| 31 | Stati Uniti (bandiera) | G     | MaCio Teague        | 1997 | 193 cm | 88 kg  |  |
| 28 | Italia (bandiera)      | GA    | Giovanni Severini   | 1993 | 196 cm | 94 kg  |  |
| 46 | Italia (bandiera)      | AG    | Lorenzo Tortù       | 1993 | 202 cm | 95 kg  |  |
| 10 | Stati Uniti (bandiera) | C     | Robert Allen        | 2000 | 204 cm | 104 kg |  |
| 22 | Italia (bandiera)      | PG    | Federico Massone    | 1998 | 191 cm | 75 kg  |  |
| 12 | Italia (bandiera)      | GA    | Umberto Stazzonelli | 2004 | 200 cm | 90 kg  |  |
| 6  | Italia (bandiera)      | A     | Matteo Ghirlanda    | 2001 | 202 cm | 97 kg  |  |
| 13 | Italia (bandiera)      | A     | Kesmor Osatwna      | 2004 | 200 cm | 88 kg  |  |
| 33 | Italia (bandiera)      | AG    | Dario Zucca         | 1996 | 203 cm | 100 kg |  |
| 9  | Italia (bandiera)      | C     | Davide Bruttini     | 1987 | 203 cm | 106 kg |  |

| Allenatore                                                                                      |
| - Paolo Moretti                                                                                 |
| Assistente/i                                                                                    |
| - Flavio Bottiroli - Andrea Lazzari Legenda - (C) Capitano - (IN) Inattivo - Infortunato Roster |

## Allenatori
- 2019-2021:  Demis Cavina
- 2021-2022:  Edoardo Casalone
- 2022-2024: Franco Ciani
- 2024-2025:  Matteo Boniciolli
- 2025-:  Paolo Moretti

## Roster stagioni precedenti
- 2019/2020

Mirza Alibegovic, Franko Bushati, Luca Campani, Alessandro Cappelletti, Kurt Cassar, Ousmane Diop, Andrej Jakimovski, Derrick Marks, Kruize Pinkins, Daniele Toscano, Andrea Traini. Coach Demis Cavina.
- 2020/2021

Mirza Alibegovic, Franko Bushati, Luca Campani, Alessandro Cappelletti, Jason Clark , Ousmane Diop, Giordano Pagani, Lorenzo Penna, Kruize Pinkins, Daniele Toscano. Coach Demis Cavina.
- 2021/2022

Mirza Alibegovic, Curtis Davis, Niccolò De Vico, Bazoumana Kone, Aristide Landi, Francesco Oboe, Giordano Pagani, Devon Scott, Daniele Toscano, Ruben Zugno. Coach Edoardo Casalone.
- 2022/2023

Niccolò De Vico, Tommaso Guariglia, Nongo Ikangi, Ronald Jackson, Demario Mayfield, Simone Pepe, Federico Poser, Matteo Schina, Celis Taflaj, Luca Vencato, Simone Zanotti. Coach Franco Ciani.
- 2023/2024

Marco Cusin, Niccolò De Vico, Gianluca Fea, Matteo Ghirlanda, Keondre Kennedy, Kesmor Osatwna, Simone Pepe, Federico Poser, Matteo Schina, Donte Thomas. Coach Franco Ciani.
- 2024/2025

Ife Josh Ajayi, Antonio Gallo, Matteo Ghirlanda, Maximilian Ladurner, Aristide Landi, Matteo Montano, Kesmor Osatwna, Matteo Schina, Fadilou Seck, Giovanni Severini, Kevion Taylor. Coach Matteo Boniciolli poi Paolo Moretti.